# Ocyalus
Ocyalus là một chi chim trong họ Icteridae.